# Futalognkosaurus dukei
Futalognkosaurus dukei är det vetenskapliga namnet på en dinosaurie som blev beskriven 2007. Den levde i det som nu är Patagonien, södra Argentina för ca 87–80 miljoner år sedan. Namnet betyder den store ödleledaren på Mapuche och är en av de största dinosaurier vetenskapen känner till. Hittills är bara en art i släktet vetenskapligt beskriven, Futalognkosaurus dukei.

## Beskrivning

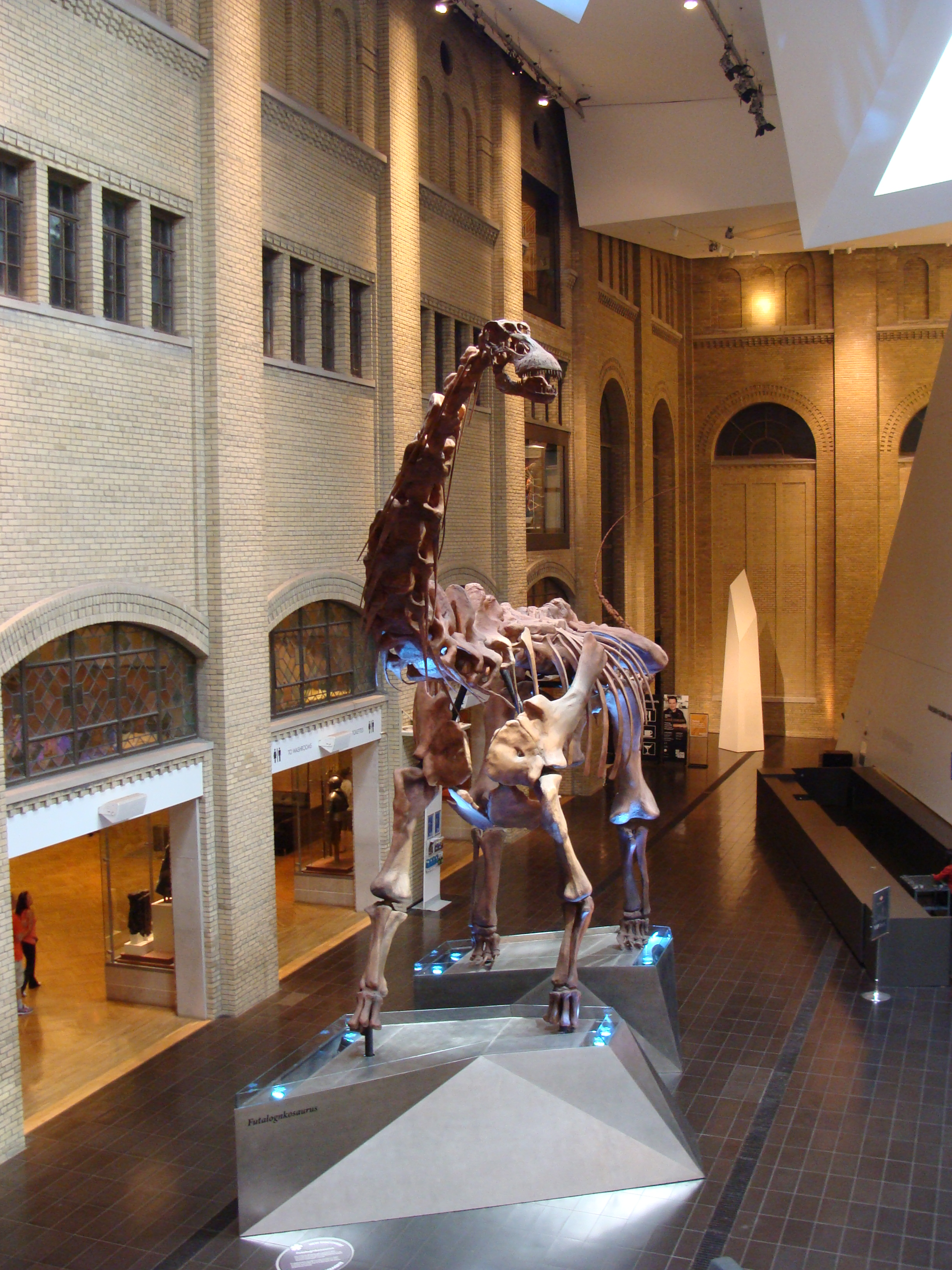
Monterat replikskelett av en Futalognkosaurus på Royal Ontario Museum.

Lämningar av Futalognkosaurus hittades första gången år 2000 men det dröjde sju år innan dinosaurien fick ett vetenskapligt namn. Futalognkosaurus tillhörde ordningen Sauropoder och familjen titanosaurider. Bland nära släktingar kan nämnas Argentinosaurus, Puertasaurus, Argyrosaurus, Mendozasaurus och Saltasaurus. Lämningarna som argentinska paleontologer har grävt fram, inkluderar ett skelett som är komplett till 70 %, det är det hittills mest fullständiga skelettet som man hittat av gigantiska Titanosaurider, de största landdjur som vetenskapen känner till. Utifrån lämningarna beräknar man längden till upp till 34 meter, och vikten till åtminstone 80 ton, en afrikansk elefanthanne väger i genomsnitt knappt 6 ton. Av de dinosaurier som blivit vetenskapligt beskrivna anses bara Puertasaurus och Argentinosaurus ha varit större.
Som alla andra sauropoder var Futalognkosaurus en fyrbent växtätare med jättelika ben, en massiv kropp och en lång hals. Även svansen var ganska lång. Även om avgörande bevis saknas vet man att nästan alla sauropoder var flockdjur (inklusive alla tidigare kända titanosaurider) så det finns inget som talar emot att även denna dinosaurie levde i flock. Man vet också att en del Titanosaurider la sina ägg i stora äggläggningskolonier vilket tyder på att även Futalognkosaurus hade detta beteende. En del Titanosaurider var bepansrade på ryggen men hittills har man inte hittat bevis på att Futalognkosaurus också var det. Trots djurens enorma storlek blev de troligen ändå jagade av flockar med jättelika köttätande dinosaurier som Giganotosaurus och Mapusaurus.
Anm: Det är möjligt att Bruhathkayosaurus som hittades 1989 var mycket större än någon av nämnda Sauropoder men då lämningarna var i dåligt skick har man inte kunnat göra en någorlunda säker bedömning av djurets storlek. Amphicoelias hittades och beskrevs på 1880-talet. Det kan vara den största dinosaurien som någonsin hittats men fossilen förstördes på väg till museet.